# فافونيوسية
فافونيوسية (الاسم العلمي: Favonius)، جنس حشرات فراشية من فصيلة النحاسية مواطنها المنطقة القطبية الشمالية القديمة.